# Medaglia commemorativa della 2ª Divisione CC.NN. "XXVIII Ottobre - La Ferrea"
La medaglia commemorativa della 2ª Divisione CC.NN. "XXVIII Ottobre - La Ferrea" fu una medaglia concessa dal Regno d'Italia a tutti coloro che avessero militato nella 2ª Divisione CC.NN. "28 ottobre" della Milizia Volontaria per la Sicurezza Nazionale durante la Guerra italo-etiopica.

## Insegne
- La  medaglia era costituita da una croce greca di colore argenteo le cui braccia erano formate da otto fasci littori in tutto. Sulle diverse braccia stavano incise le seguenti parole "2 DIV." (in alto), "CC.NN." (in basso" e "XXVIII OTTOBRE" (lungo le braccia orizzontali). Sul retro la croce era piana con incisa in rilievo sulle due braccia orizzontali "LA FERREA" dal nome della divisione.
- Il  nastro era nero con al centro due pali affiancati oro e porpora (i colori di Roma).